# Calvert DeForest
Calvert Grant DeForest (Brooklyn, 23 luglio 1921 – West Islip, 19 marzo 2007) è stato un attore statunitense.

## Filmografia parziale

### Cinema
- Savage Hunt, regia di Romano Scavolini (1980)
- Waitress!, regia di Lloyd Kaufman e Michael Herz (1981)
- Niente dura per sempre (Nothing Lasts Forever), regia di Tom Schiller (1984)
- Catholic Boys (Heaven Help Us), regia di Michael Dinner (1985)
- Demonio amore mio (My Demon Lover), regia di Charlie Loventhal (1987)
- Freaked - Sgorbi (Freaked), regia di Alex Winter e Tom Stern (1993)

### Televisione
- Late Night with David Letterman - 186 episodi (1982-1993)
- Late Show with David Letterman - 6 episodi (1994-2006)

### Videoclip musicali
- King of Rock - Run DMC (1985)
- What the Cowgirls Do - Vince Gill (1994)
- Closure - Nine Inch Nails (1997)
- American Psycho - Misfits (1997)